# 政治意识形态学刊
《政治意识形态学刊》（英語：Journal of Political Ideologies）是一份一年三期的同行评审学术期刊，涵盖政治意识形态的分析。该刊于1996年首次发布。
该刊的主办方是诺丁汉大学思想和政治意识形态研究中心（CRISPI），发表关于政治意识形态的理论和概念方面以及特定意识形态实践的性质和作用的研究。
基于2020年，Scimago期刊排名为0.748。2022年5年影响因子为1.8。